# Знак дополнительного ударения
Знак дополнительного ударения (ˌ) — символ Международного фонетического алфавита, обозначающий вторичное ударение. Ставится перед ударным слогом. Имеет форму подстрочной вертикальной линии.

## Использование
В современном виде символ был введён в МФА в 1927 году вместо ранее использовавшегося некомбинируемого грависа снизу (ˎ).
Аналогично он используется и в Уральском фонетическом алфавите.
Используется в романизации ISO 233 арабского письма (1984) для передачи хамзы (ء); в устаревшем стандарте ISO/R 233 (1961) она игнорировалась в начале слова и передавалась как апостроф (ʼ) в остальных случаях.